# برونشکتازی
برونشکتازی (به انگلیسی: Bronchiectasis) یا نایژه‌فراخی یک بیماری است که در آن قسمت‌های مختلف راه‌های هوایی شش به صورت دائمی بزرگ می‌شوند. علائم بیماری معمولاً شامل سرفهٔ مزمن به همراه خلط سینه می‌باشد. علائم دیگر شامل این موارد هستند: تنگی نفس، سرفهٔ خونی و درد قفسهٔ سینه. خس خس و چماقی شدن ناخن نیز ممکن است رخ بدهد. کسانی که از این بیماری رنج می‌برند، مرتباً دچار عفونت ریه می‌شوند.
نایژه‌فراخی می‌تواند در پی شماری از بیماری‌های عفونی و عوامل اکتسابی ناشی شود، مانند: سینه‌پهلو، سل، مشکلات دستگاه ایمنی، و فیبروز سیستیک. تقریباً در همهٔ موارد، فیبروز کیستی سرانجام منجر به برونشکتازی می‌شود. عامل بیماری در ۱۰ تا۵۰ درصد مواردی که فیبروز کیستی نداشته‌اند، نامعلوم است. سازوکار بیماری بدین شکل است که به واسطهٔ پاسخ التهابی بیش از حد، راه‌های هوایی را از کار می‌اندازد. نایژه‌ای که درگیر شده‌است بزرگ می‌شود و به این دلیل توانایی پاک کردن ترشحات را از دست می‌دهد. این ترشحات میزان باکتری‌های درون شش را افزایش می‌دهند. این کار باعث بسته شدن راه هوایی و از کارافتادگی بیشتر راه‌های هوایی می‌شود. این بیماری به عنوان یک بیماری بیماری انسدادی ریه طبقه‌بندی شده‌است که به همراه بیماری انسداد مزمن ریوی و آسم در این دسته طبقه‌بندی می‌شود. تشخیص این بیماری بدین گونه است که نخست بر اساس علائم فرد گمانه‌هایی زده می‌شود و این گمانه‌ها به کمک سی‌تی اسکن مورد بررسی قرار می‌گیرند. کشت خلط سینه می‌تواند برای تعیین درمان در کسانی که نوع حاد و رو به تشدید بیماری را دارند و دست کم یک بار در سال به آن دچار می‌شوند نیز مفید باشد.
بدتر شدن بیماری می‌تواند در پی عفونت در این موارد رخ دهد. در چنین شرایطی آنتی‌بیوتیک‌ها توصیه می‌شوند. آنتی‌بیوتیک‌های رایجی که استفاده می‌شوند شامل این موارد هستند: آموکسی‌سیلین و در کسانی که به این دارو حساسیت دارند اریترومایسین یا داکسی‌سایکلین تجویز می‌شود. برای جلوگیری از بدتر شدن بیماری نیز می‌توان از آنتی‌بیوتیک استفاده کرد. روش‌های پاک کردن راه هوایی نیز که نوعی فیزیوتراپی هستند پیشنهاد می‌شوند. گشادکننده‌های نایژه نیز در برخی افراد می‌توانند مفید باشند، اما شواهد خوبی برای تأیید این داروها وجود ندارد. ثابت نشده‌است که استفاده از استروئید استنشاقی مفید باشد. در حالی که استفاده از جراحی خیلی رایج است، تأثیرات آن به خوبی بررسی نشده‌است. پیوند ریه نیز یکی از گزینه‌های درمانی است که می‌تواند برای کسانی که به نوع شدید بیماری مبتلا هستند استفاده شود. با این که این بیماری می‌تواند باعث مشکلات سلامتی شود، بسیاری از دیگر افراد ممکن است بدون مشکل با آن زندگی کنند.
این بیماری در انگلستان یک هزارم بزرگسالان را مبتلا می‌کند. نایژه‌فراخی در زنان رایج‌تر است و هر چه افراد سنشان بالاتر می‌رود شیوع آن افزایش می‌یابد. این بیماری را نخستین بار رنه لنکدر سال ۱۸۱۹ کشف کرد. هزینه‌های اقتصادی بیماری در ایالات متحده حدود ۶۳۰ میلیون دلار در سال تخمین زده شده‌است.

## سبب‌شناسی
عفونت‌های پی‌درپی ریوی، سیگار، برونشیت مزمن، آلرژی، بیماری سل، سرطان، آبسه ریه، عفونت قارچی، علل مادرزادی مانند سندرم کارتاژنر و فیبروز سیستیک از علت‌های اصلی ابتلا شمرده می‌شوند.

## علائم و نشانگان
علائم برونشکتازی شامل سرفه اغلب خلط دار، خلط خونی، عفونت مکرر ریوی، تنگی نفس و درد سینه است. در برخی موارد انگشتان چماغی نیز دیده شده‌است.

## درمان
درمان طبی عبارت است از کنترل عفونت، پیشگیری از انسداد و فیزیوتراپی ریه وگاه استفاده از خلط‌آور و اکسیژن. اقدام جراحی برای درمان نایژه‌فراخی هنگامی توصیه می‌شود که بیماری کنترل نشود و مجاری تنفس فراخ شده، موضعی شده یعنی در قسمت خاصی از شش متمرکز شده‌باشند. برای نوع پیشرفته و جهت برطرف نمودن انسدادها می‌توان از جراحی استفاده نمود که امروزه با مرگ‌ومیر (مورتالیته) و میزان ناخوشی (موربیدته) کمی همراه است.